# Mainzer Schloss

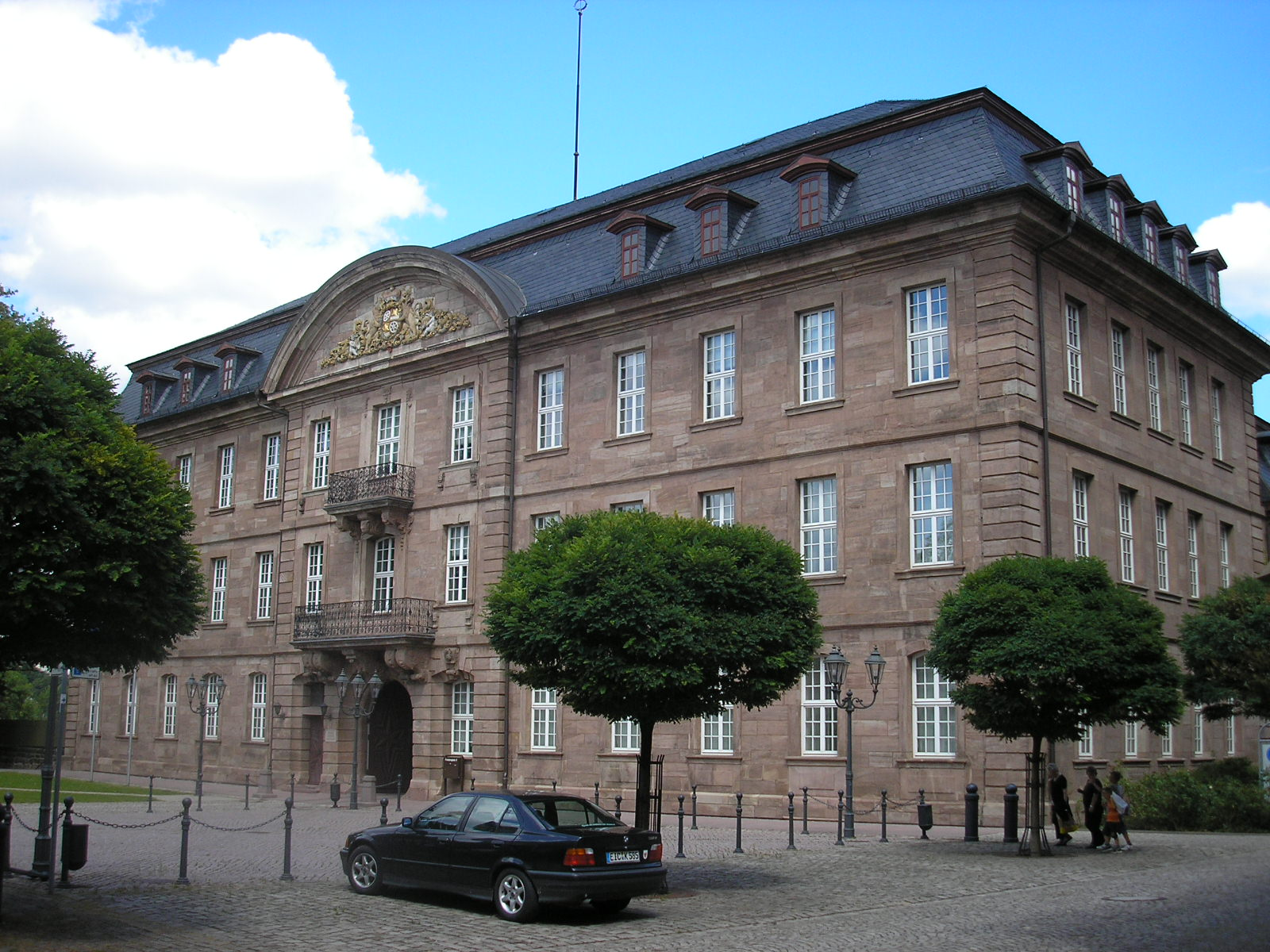
Das Mainzer Schloss

Das Mainzer Schloss steht in der Stadt Heilbad Heiligenstadt im Landkreis Eichsfeld in Thüringen.

## Lage
Das Mainzer Schloss befindet sich auf dem Stiftsberg, einer kleinen Erhebung am westlichen Rand des historischen Stadtkerns von Heiligenstadt, das seit 1022 zum Kurfürstentum Mainz gehörte und lange Zeit von der Burg Rusteberg aus verwaltet wurde. Der Platz vor dem Schloss ist der heutige Friedensplatz. Benachbarte Sehenswürdigkeiten sind die Kirche St. Martin und das Bergkloster.

## Geschichte

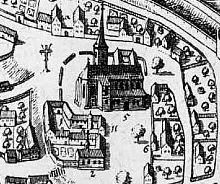
Lage des Oberamtes (11) und der Laurentiuskapelle (2) auf dem Stiftsberg

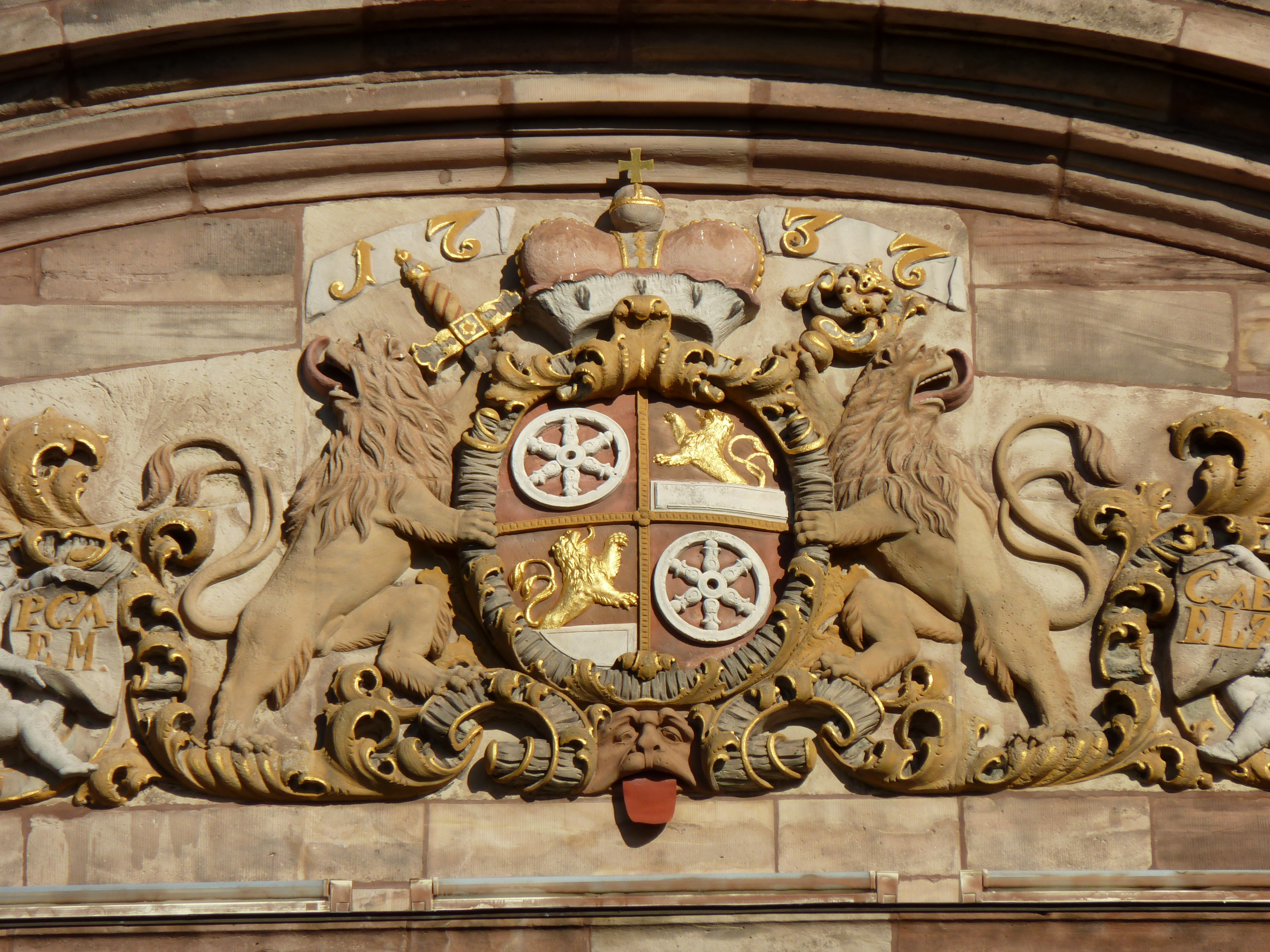
Wappen des Mainzer Kurfürst-Erzbischofs Philipp Karl von Eltz-Kempenich (1665–1743)

Mit Verlegung des Oberamtes 1540 vom Rusteberg nach Heiligenstadt wohnten und arbeiteten die Oberamtmänner und die Verwaltung zunächst in einem Teil der Stiftskurie, später im Stiftskorn- und Stiftsbrauhaus. Unter dem Kurfürsten Johann Schweikhard von Cronberg wurde die Gebäude 1603 abgerissen und am gleichen Ort ein neuer Hof des Erzbischofs, das Oberamtshaus mit weiteren Wirtschaftsgebäuden und der Laurentiuskapelle errichtet. Teile der Wirtschaftsgebäude sind noch heute hinter dem Schloss vorhanden, eine Steintafel an der „Alten Sparkasse“ erinnert an den Auftraggeber Johann Schweikhard.
Nachdem der Oberamtmann Johann Eberhard von Leyen gestorben war und der Kurfürst Philipp Karl von Eltz-Kempenich 1732 seinen Neffen Hugo Franz Carl von und zu Eltz-Kempenich als Vertreter der Mainzer Kurfürsten einsetzte, wandelte er das Oberamt in eine Statthalterei um. Da die Räumlichkeiten für die immer umfangreicher werdenden Aufgaben nicht mehr ausreichten, wurden das alte Oberamtshaus und einige Kurien des Stiftes abgerissen. Von 1736 bis 1738 ließ Kurfürst Philipp Karl von Eltz-Kempenich das Schloss als Residenz des erzbischöflichen Statthalters vom Dingelstädter Baumeister Johann Christoph Heinemann (1695–1777) erbauen. Dieser war auch für das nahe Schloss Bischofstein verantwortlich. Die Laurentiuskapelle wurde ebenfalls abgerissen und in den Schlossneubau integriert.
Bereits 1739 überstand es einen verheerenden Stadtbrand. Die Kurfürsten selbst bewohnten als Hauptresidenz das Kurfürstliche Schloss in Mainz und als Zweit-Residenz das Aschaffenburger Schloss sowie bei ihren Besuchen in Erfurt die Kurmainzische Statthalterei. Das Schloss war Sitz der Eichsfelder Kurfürstlichen Regierung, des Oberlandgerichtes zu Heiligenstadt und kurz auch des Bischöflichen Kommissariates des Eichsfeldes.
Das Portal mit Sterntor, zwei Balkone, ein kunstvoller Rundgiebel mit Wappen des Statthalters von Eltz, der eichengeschnitzte Treppenaufgang sowie Stuckarbeiten im Treppenhaus und weiteren Räumen sind besondere Baumerkmale des Gebäudes. Kurfürst Friedrich Karl Joseph von Erthal (* 1719; † 1802) hielt sich als letzter Landesherr hier auf (1777, 1792 und 1796).
In der Zeit des Königreichs Westphalen befand sich im Mainzer Schloss der Sitz des Oberpräfekten des Harzdepartements. Nach endgültiger Inbesitznahme des Obereichsfeldes durch das Königreich Preußen wurde es Verwaltungssitz des Landkreises Heiligenstadt. Hier hatte Theodor Storm in seiner Zeit als Kreisrichter in Heiligenstadt seine Diensträume. Mit der Kreisreform in der DDR wurde es zum Sitz des Rates des Kreises Heiligenstadt.
Heute ist das Gebäude Sitz des Landratsamtes des Landkreises Eichsfeld.
Seit 2019 wird es im Rahmen einer Generalsanierung umgebaut, welche 2024 abgeschlossen sein soll.

## Baubeschreibung
Der Schlosskomplex besteht aus 4 Teilen: dem Hauptgebäude, einem Nebenflügel, den ehemaligen Wirtschaftsgebäuden des Oberamtshauses und der im 19. Jahrhundert neu entstandenen ehemaligen Sparkasse. Der Barockbau wurde mit Sandsteinquadern errichtet. Die Hauptfassade über dem Hauptportal weist zwei Balkone und einen Rundgiebel mit dem Wappen des Kurfürsten Philipp Karl von Eltz-Kempenich. Die Laurentiuskapelle wurde im Hauptgebäude neu ausgestattet und war von außen zugänglich. Zum tiefer gelegenen Stadtgebiet ist der Schlosskomplex auf dem Stiftsberg mit einer hohen Mauer umgeben.

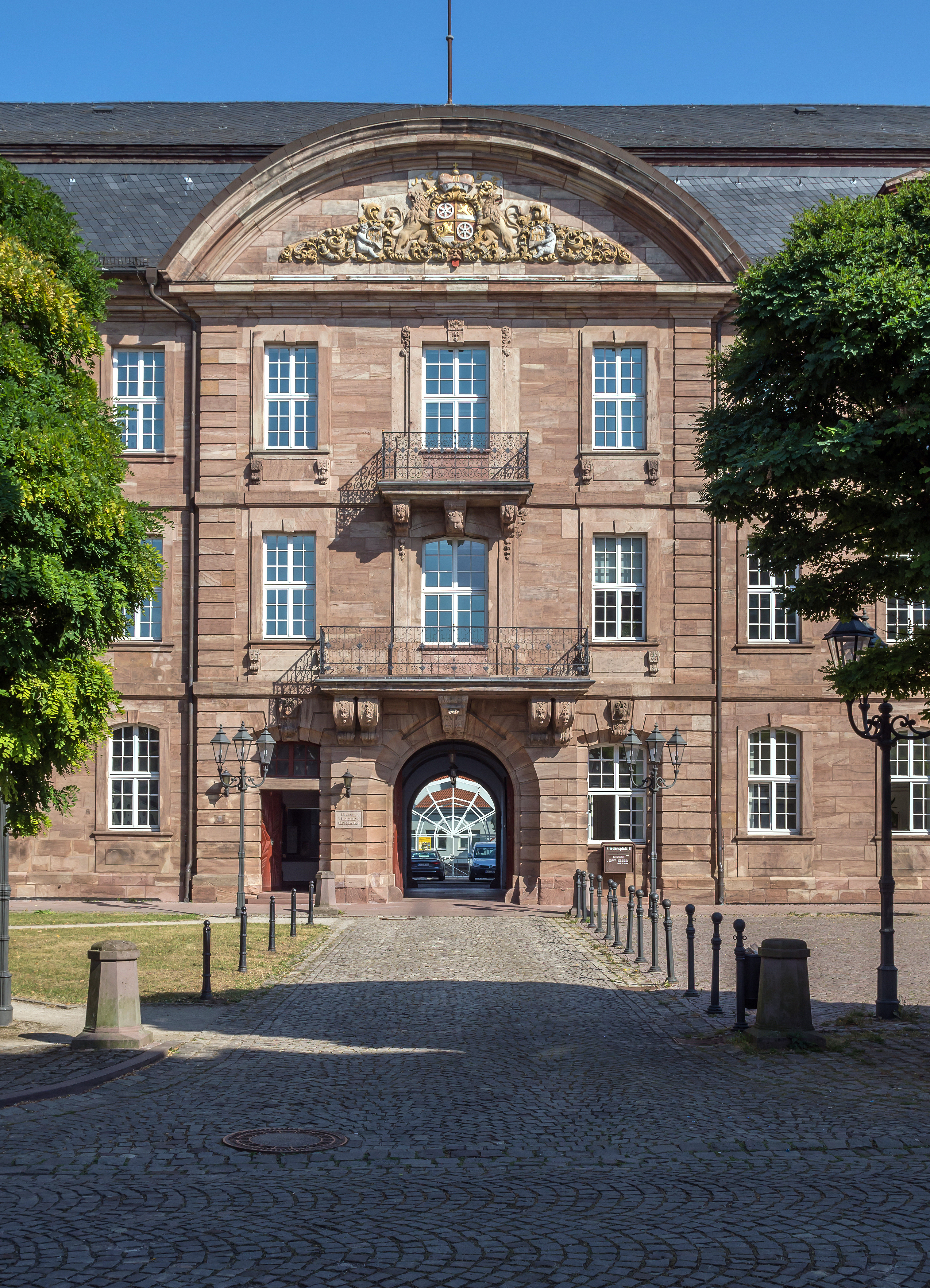
Hauptportal am Friedensplatz
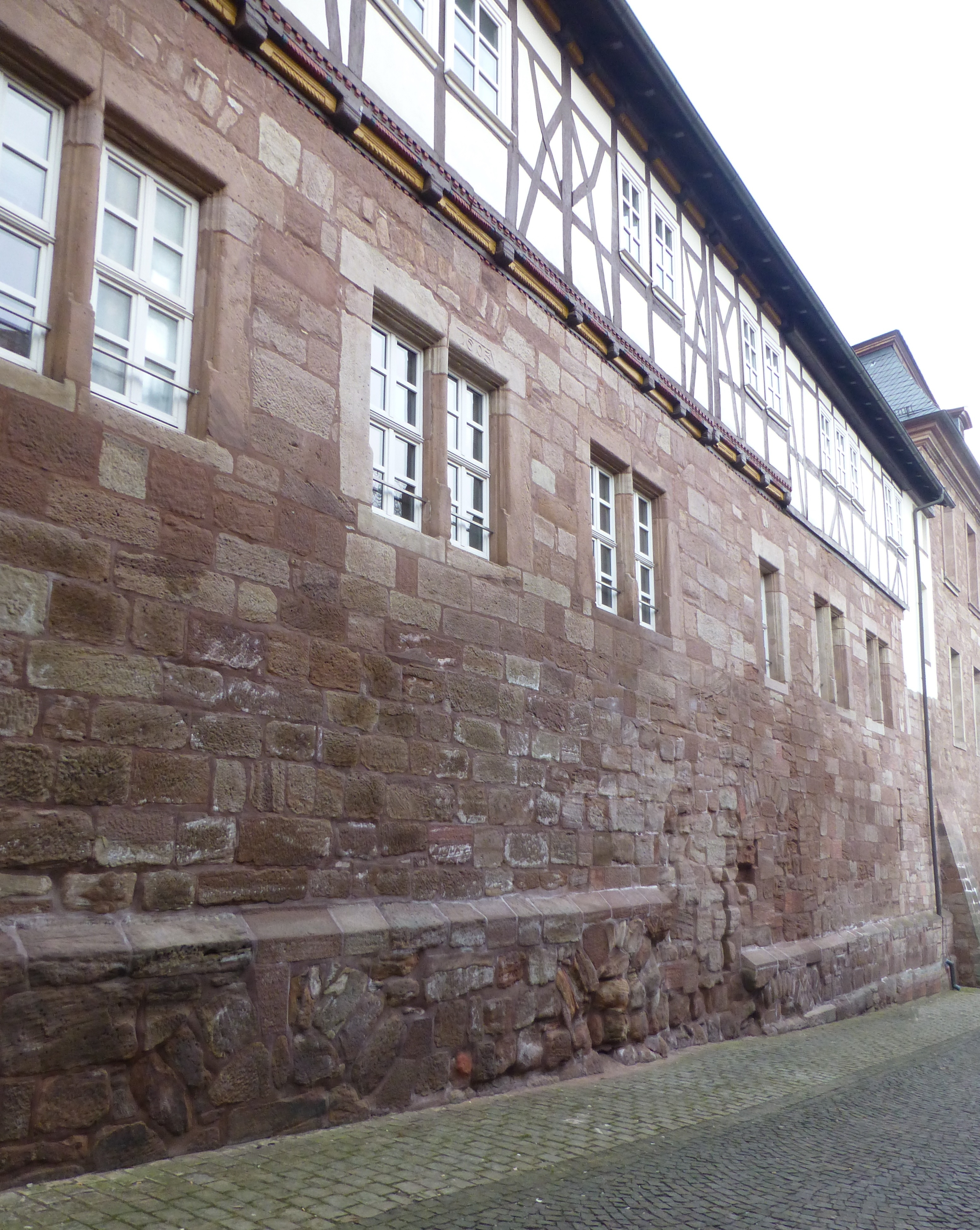
Erhaltengebliebene Gebäude des ehemaligen Oberamtes
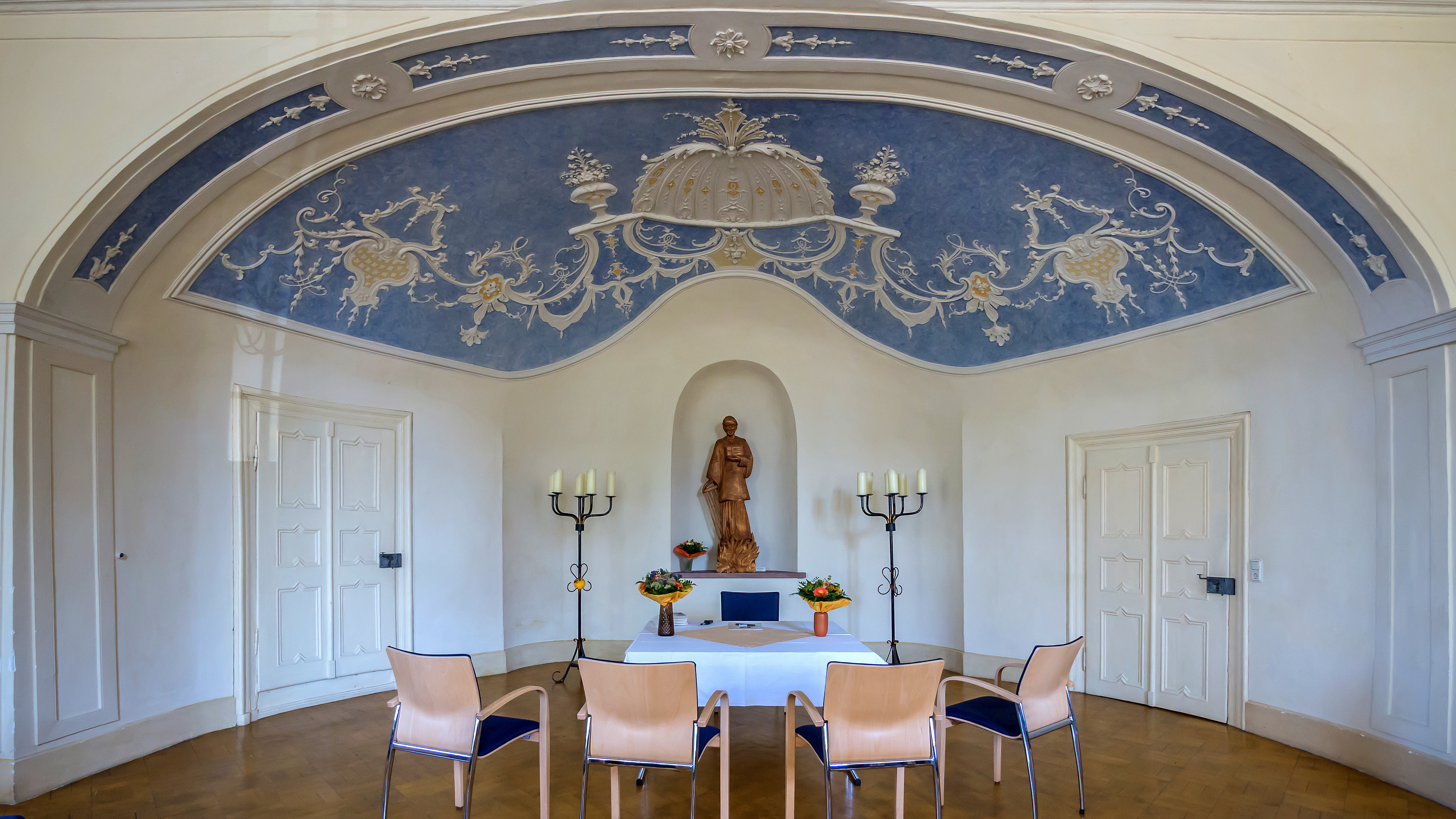
Kapelle im Mainzer Schloss
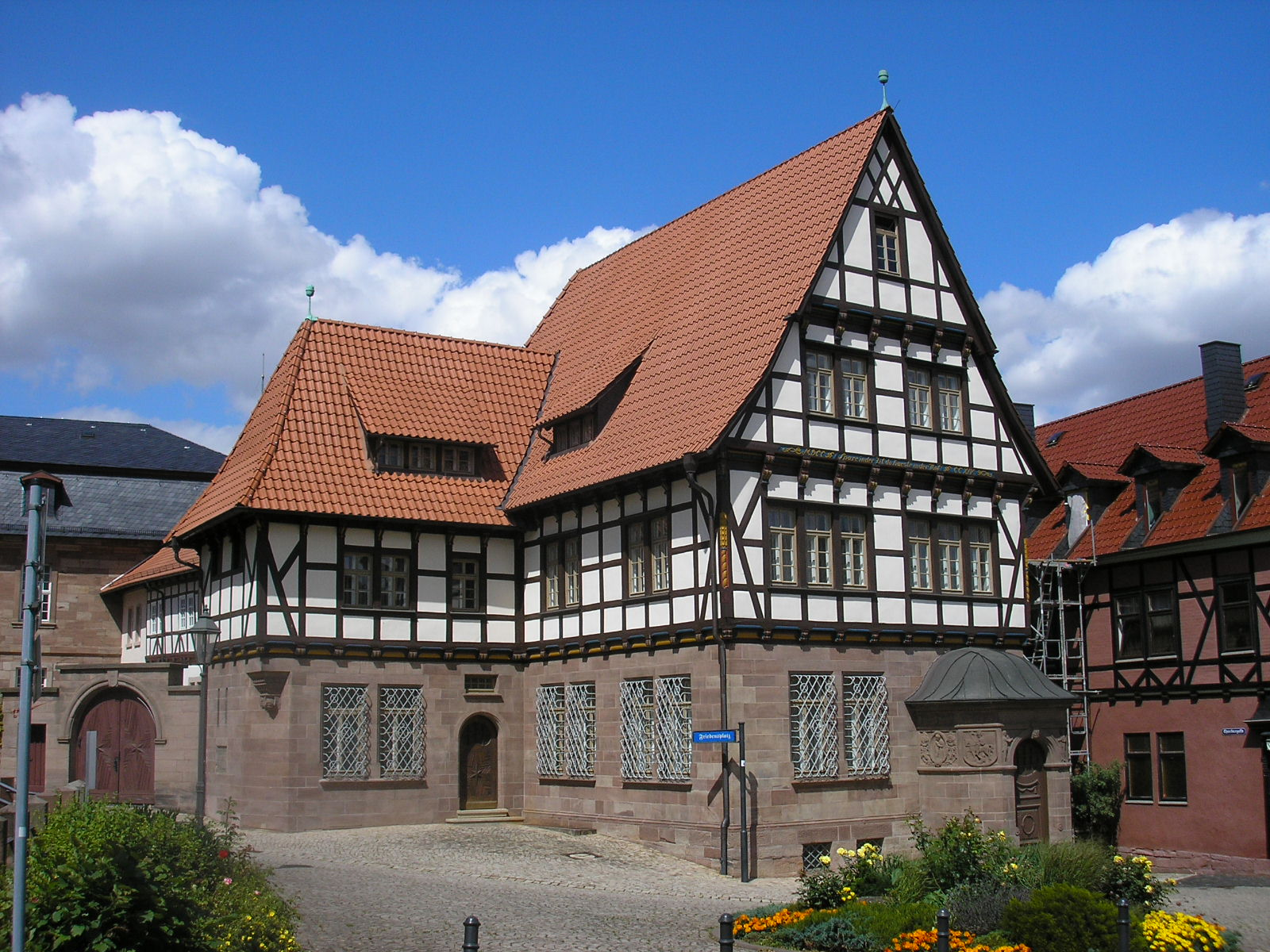
Die Alte Sparkasse
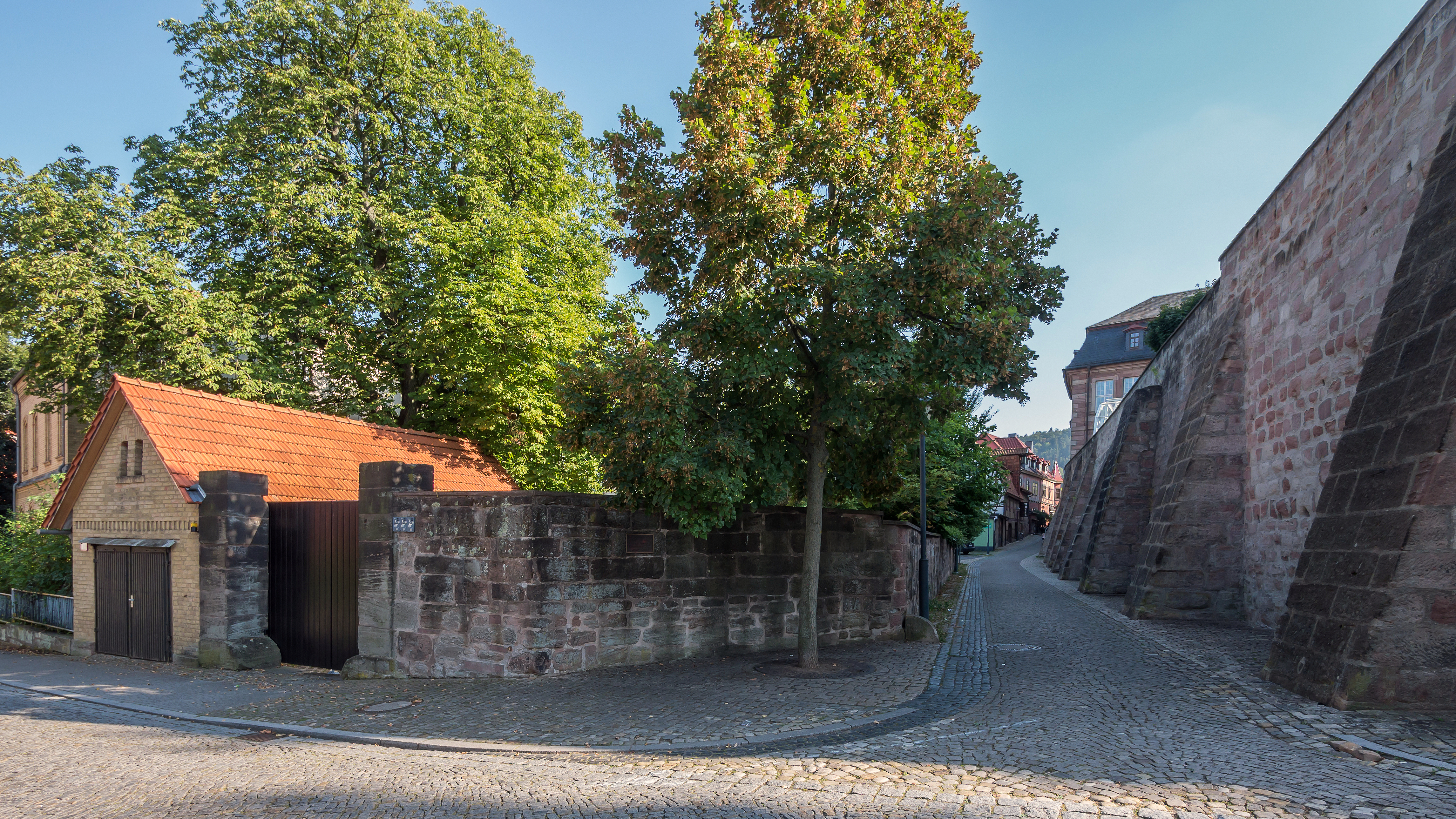
Schlossmauer am Knickhagen

## Verwaltungsbehörden

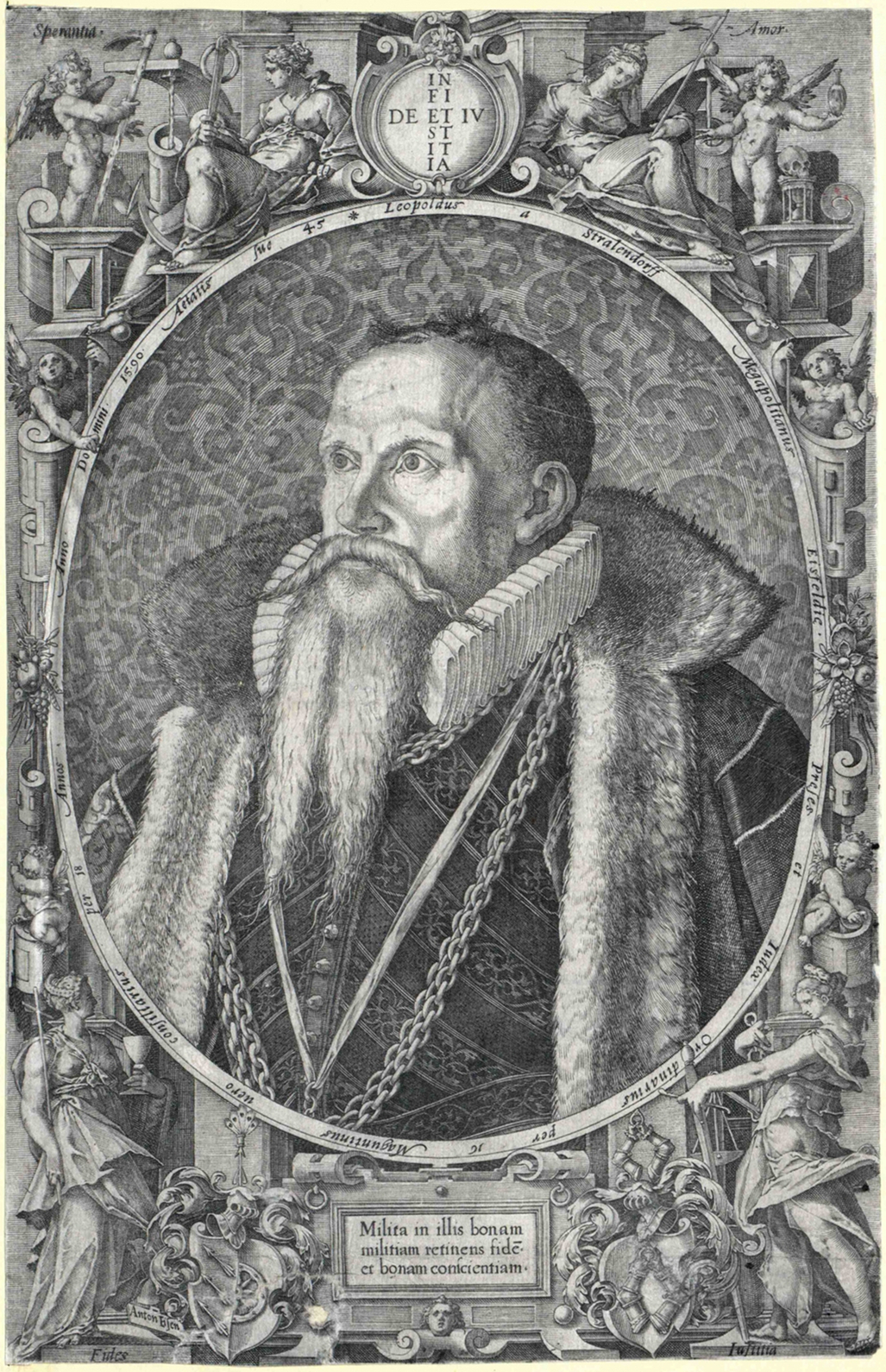
Leopold von Stralendorff war 25 Jahre Kurmainzischer Oberamtmann in Heiligenstadt

Bereits mit der Errichtung des St. Martin-Stiftes und dem Archidiakonat zu Heiligenstadt um das Jahr 900 befand sich auf dem Stiftsberg eine kirchliche Verwaltungsbehörde. Mit der Verlegung des Kurmainzischen Oberamtes vom Rusteberg auf dem Stiftsberg befindet sich hier bis zum heutigen Tag eine kontinuierliche Behördenstruktur für das Eichsfeld und zum Teil darüber hinaus.

### Kurmainzisches Oberamt

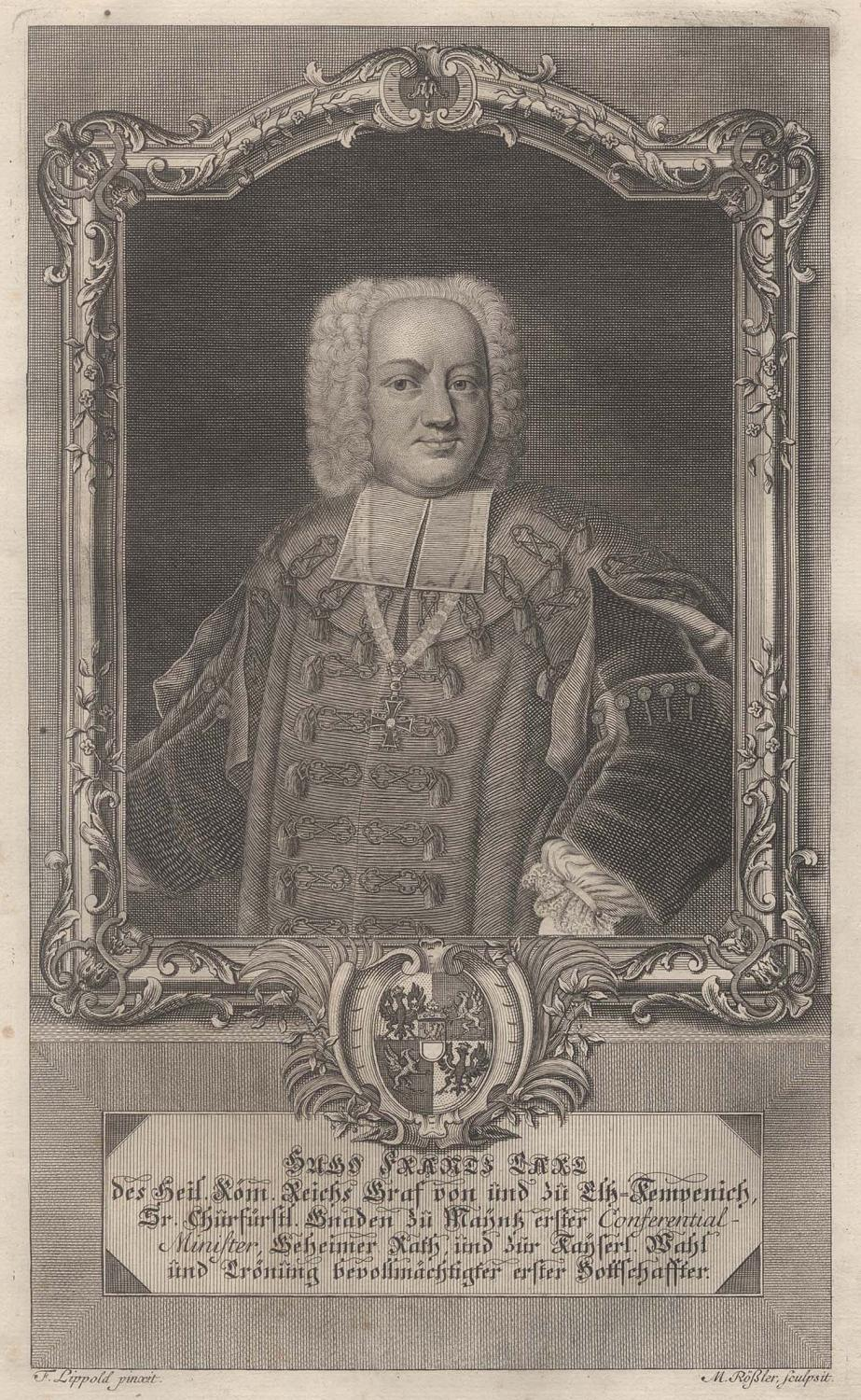
Hugo Franz Carl von und zu Eltz-Kempenich wirkte als Statthalter im Mainzer Schloss

1540 wurde das Oberamt und das Landgericht nach Heiligenstadt verlegt. Es befand sich in den Vorgängergebäuden des Schlosses, von denen noch einige im hinteren Schlossareal erhalten sind. Der Oberamtmann war der Stellvertreter des Mainzer Kurfürsten für das Eichsfeld und angrenzender Gebiete, wie der Ganerbschaft Treffurt. Folgende Oberamtmänner sind nachgewiesen:
- 1540–1554 Philipp von Habsburg
- 1544–1550 Melchior von Graenrode
- 1550–1554 Johann Andreas Mosbach von Lindenfels
- 1554–1557 Jost von Hardenberg
- 1557–1566 Oiger Brendel von Homburg
- 1566–1574 Kaspar von Berlepsch
- 1574–1599 Leopold von Stralendorf
- 1602–1604 Wilhelm von Harstall
- 1605–1616 Sebastian von Hatzfeld
- 1616–1622 Wilhelm Friedrich von Daum
- 1623–1635 Friedrich von Westphal
- 1635–1644 Heinrich Christoph von Griesheim
- 1644–1654 Johann Eberhard zu Eltz
- 1655–1687 Kaspar Philipp von Bicken
- 1687–1732 Johann Eberhard von der Leyen

### Kurmainzische Statthalter
Der Kurfürst Philipp Karl von Eltz-Kempenich wandelte das kurmainzische Oberamt in Heiligenstadt in eine Statthalterei des Eichsfelder Staates um. Das neu erbaute Schloss wurde der Sitz folgender Statthalter:
- 1732–1779 Hugo Franz Carl von und zu Eltz-Kempenich[4]
- 1779–1789 Jakob von Eltz[4]
- 1790–1791 Franz Ludwig Ignaz von Bebra[4]
- Christoph Karl Adam Ludwig Joseph Freiherr von Dienheim

Siehe auch die Liste der Vizedome, Oberamtmänner und Statthalter der Mainzer Besitzungen auf dem Eichsfeld

### Preußische Regierung und Kriegs- und Domänenkammer
Nach Besetzung des Eichsfeldes 1802 durch das Königreich Preußen wurde die Kurmainzische Verwaltung aufgelöst und zunächst eine Zivilkommission eingesetzt. Heiligenstadt war dann Sitz der preußischen Regierung mit seinen Landesbehörden für das Eichsfeld, Erfurt, Nordhausen und Mühlhausen, bis die Regierung 1804 nach Erfurt wechselte. Gleichzeitig war Heiligenstadt zeitweise Sitz der Eichsfeld-Erfurtischen Kriegs- und Domänenkammer (1803–1806 und 1813–1816). Für die evangelischen Religionsangelegenheiten wurde ein Lutherisches Landeskonsistorium zu Heiligenstadt geschaffen, zuständig für das Eichsfeld und die Gebiete Nordhausen, Mühlhausen und Erfurt mit einem neu berufenen Generalsuperintendenten an der Spitze.
- 1802–1803 Kammergerichtsrat von Ludendorf[6] (für die Königlich Preußische zur Interim-Verwaltung und Organisation des Eichsfeldes und der Städte Mühlhausen und Nordhausen verordnete Kommission)
- 1803–1804 Regierungspräsident Ernst Karl Wilhelm von Reibnitz[7] (für die Regierung des Eichsfeldes, Erfurt und der Städte Mühlhausen und Erfurt, ab 1804 in Erfurt)
- 1803–1806/07? Christian Wilhelm von Dohm als Kammerpräsident der preußischen Eichsfeld-Erfurtische Kriegs- und Domänenkammer und Samuel Gottfried Borsche als Kammerdirektor[8]
- 1803–1806 Anton von Bodungen, Landrat des Oberkreises (Heiligenstadt)

### Oberpräfekten des Harzdepartements
Nach dem Sieg Napoleons bei Jena und Auerstedt im Oktober 1806 kam das Eichsfeld an das Königreich Westphalen, und Heiligenstadt wurde zur Hauptstadt des Harzdepartements und des Distriktes Heiligenstadt mit dem Sitz der Königlichen Präfektur.
- 1806–1809 Samuel Gottfried Borsche
- 1809 August Heinrich von Trott auf Solz[9]
- 1809–1813 Burchhard von Bülow[10]
- 1813 August Heinrich Kuhlmeyer für wenige Monate kursorisch als Oberpräfekt

### Landräte des Preußischen Kreises Heiligenstadt
Nach erneuter Inbesitznahme des Eichsfeldes durch das Königreich Preußen war das Schloss Sitz der Kreisverwaltung Heiligenstadt, zunächst als Kreis Obereichsfeld, dann umbenannt in Kreis Heiligenstadt und 1939 in Landkreis Heiligenstadt. Folgende Landräte sind bekannt:
- 1813–1816 Anton von Bodungen (Landrat des Oberkreises)[11]
- 1816–1841 Anton von Bodungen(1761–1850) (Kreis Heiligenstadt)
- 1841–1850 Friedrich Ernst von Hanstein-Ershausen auf Bornhagen
- 1850–1857 Friedrich von Hanstein auf Bornhagen-Unterhof
- 1857–1864 Alexander von Wussow (1820–1889)
- 1864–1904 Sittig von Hanstein
- 1904–1938 Fritz von Christen
- 1938–1941 Hermann Marggraf
- 1941–1943 Albert Leiterer (kommissarisch)
- 1943–1945 Carl Wilhelm Renken (kommissarisch)

### Kreisverwaltungen nach 1945
Durch die Kreiseinteilung des Landes Thüringen 1945 wurden die bisherigen Landkreise Heiligenstadt und Worbis zum Landkreis Eichsfeld zusammengelegt. 1946 wurde der Name des Landkreises in Landkreis Worbis (mit Sitz in Heiligenstadt) geändert. Mit der Neugliederung der Verwaltungen 1952 in der DDR wurde der Kreis Heiligenstadt geschaffen, das Schloss wurde Sitz des Vorsitzenden des Rates des Kreises. 1990 wurde es zum Sitz des Landrates Heiligenstadt und 1994 des Landkreises Eichsfeld.
- Landräte Kreis Eichsfeld bzw. Kreis Worbis:
  - 1945–1946 Aloys Schaefer
  - 1946–1950 Adolf Braedel
- Vorsitzende des Rates des Kreises Heiligenstadt:
  - 1953 Willi Gleissner
  - bis 1989 Bernhard Horstmann
  - 1989–1990 Werner Henning (ab 7. Dezember 1989)
- Landräte Landkreises Heiligenstadt:
  - 1990–1994 Werner Henning
- Landräte des Landkreises Eichsfeld:
  - 1994–2024 Werner Henning
  - 2024–heute Marion Frant